# دریل (میمون)
دریل (نام علمی: Mandrillus leucophaeus) نام یک گونه از زیرخانواده دم‌درازیان است. این میمون شباهت زیادی به مندریل دارد. دم این میمون کوتاه است. بلندای قد دریل تا ۷۰ سانتی‌متر می‌رسد.
دریل از میمون‌های بزرگ است که در جنگل‌های بارانی پست زندگی می‌کند. این میمون تنها در کامرون، نیجریه و جمهوری گینه استوایی زندگی می‌کند.